# Asian-southern African grade
Asian-southern African grade è un gruppo informale di piante angiosperme dicotiledoni della famiglia delle Asteraceae (sottofamiglia Asteroideae e tribù Anthemideae).

## Descrizione

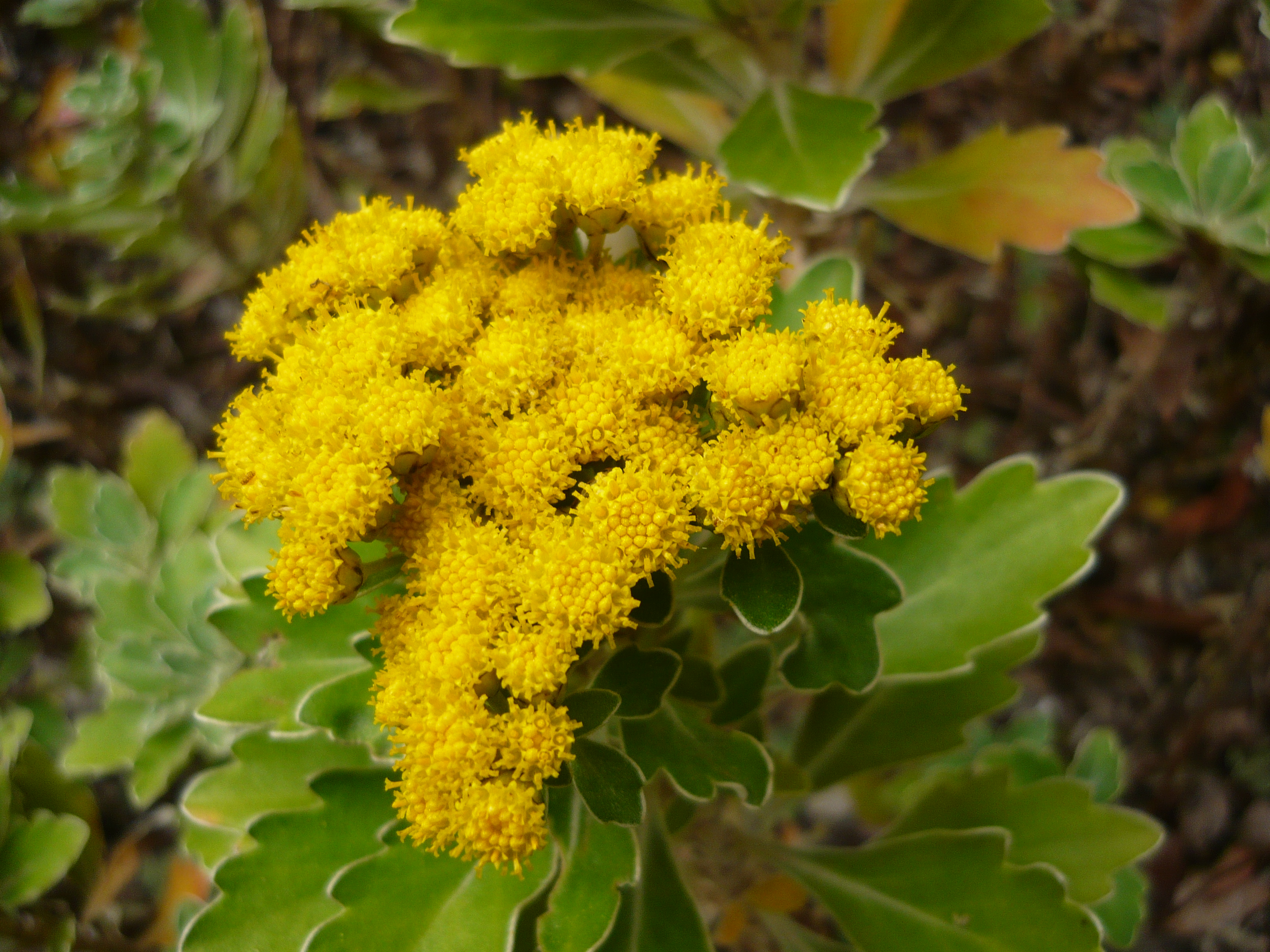
Il portamento
Ajania pacifica

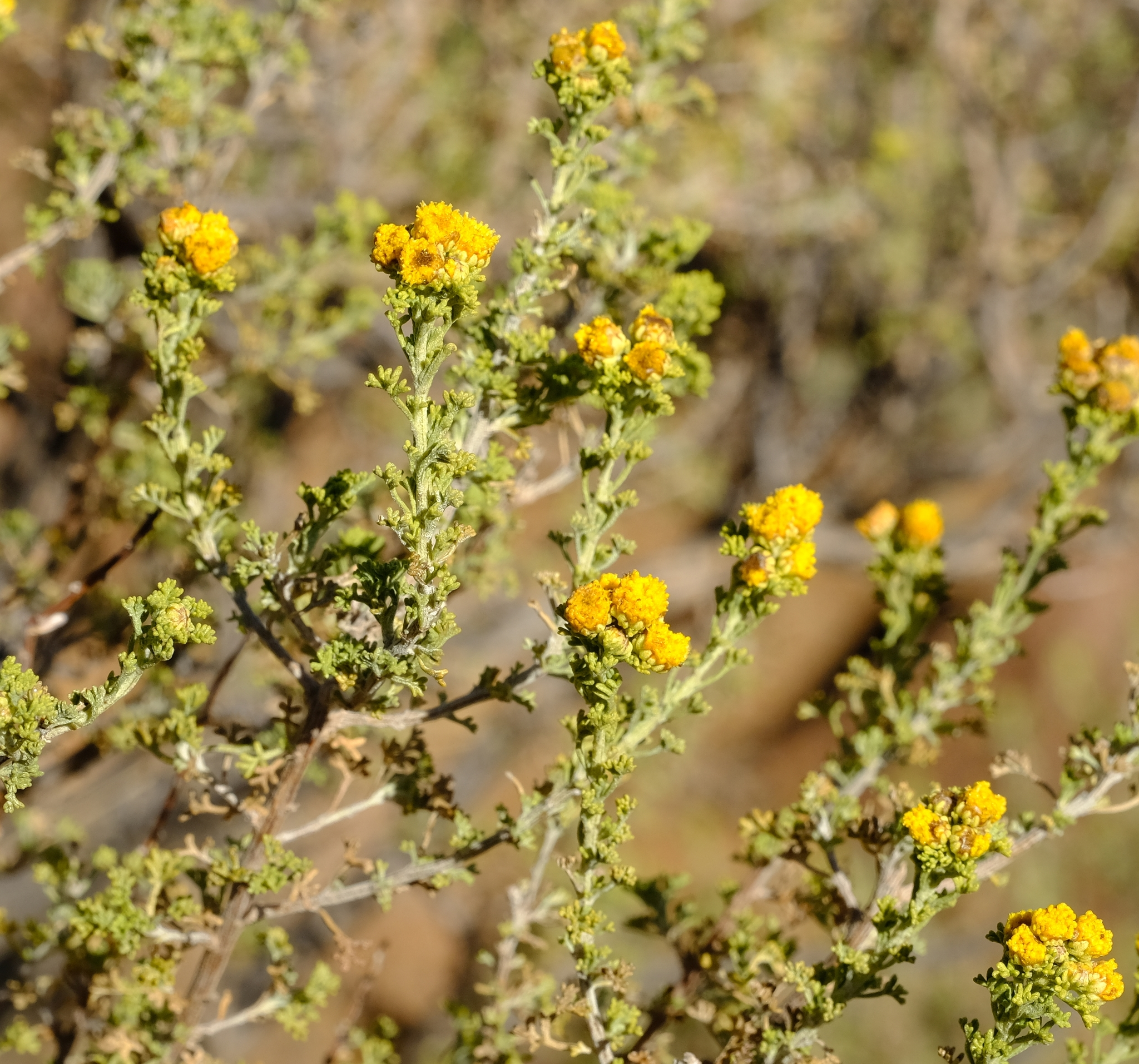
Le foglie
Pentzia punctata

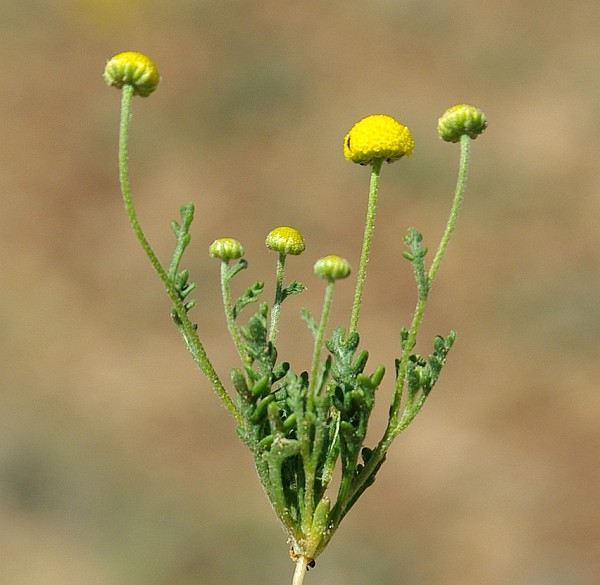
Infiorescenza
Cancrinia discoidea

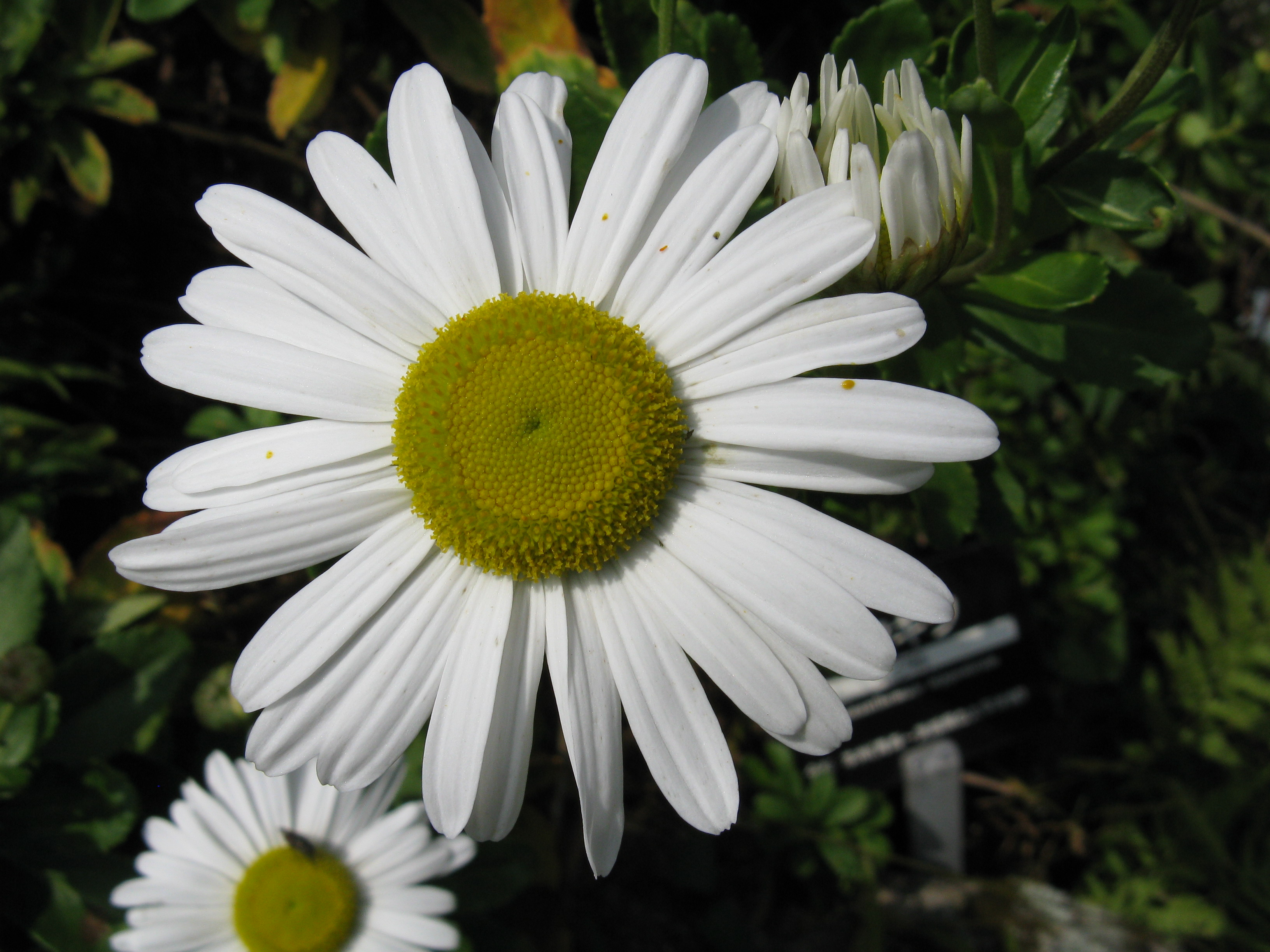
I fiori
Nipponanthemum nipponicum

Portamento. L'habitus delle specie di questo gruppo è erbaceo annuale o perenne, ma anche arbustivo e cespuglioso. L'indumento consiste in brevi peli ghiandolari (medifissi o basifissi - secondo il tipo di attaccatura) o anche di altro tipo (stellato o tomentoso), oppure le specie sono glabre. Raramente sono presenti specie monocarpiche.
Fusto. La parte aerea in genere è eretta, semplice o ramosa. 
Foglie. Le foglie sono di due tipi: basali e cauline. Le foglie lungo il caule sono disposte in modo alterno con lamina intera o lobata o 1-3-pennatosette o 1-2-pennatopartita.
Infiorescenza. Le sinflorescenze sono formate da capolini o solitari o raccolti in modo corimboso. Le infiorescenze vere e proprie sono composte da un capolino terminale peduncolato di tipo radiato, disciforme o discoide, normalmente con fiori eterogami (raramente omogami). I capolini sono formati da un involucro, con forme emisferiche, talvolta obconiche, cilindriche o urceolate, composto da diverse brattee, al cui interno un ricettacolo fa da base ai fiori di due tipi: fiori del raggio (se presenti) e fiori del disco. Le brattee, piatte e a consistenza erbacea (scariose all'apice), sono disposte in modo più o meno embricato su più serie (da 1 a 7). Il ricettacolo, piatto, è provvisto, oppure no, di pagliette avvolgenti la base dei fiori; all'esterno può essere densamente irsuto.
Fiori.  I fiori sono tetra-ciclici (formati cioè da 4 verticilli: calice – corolla – androceo – gineceo) e pentameri (calice e corolla formati da 5 elementi). Si distinguono in:
- fiori del raggio (esterni): sono femminili e sono disposti su una serie; la forma è ligulata (zigomorfa); a volte possono mancare o essere sterili;
- fiori del disco (centrali): sono più numerosi con forme brevemente tubulose (attinomorfe); sono ermafroditi (o funzionalmente maschili).

- Formula fiorale:

*/x K {\displaystyle \infty }, [C (5), A (5)], G 2 (infero), achenio
- Calice: i sepali del calice sono ridotti ad una coroncina di squame.

- Corolla: 
  - fiori del raggio: la forma della corolla alla base è più o meno tubulosa-imbutiforme, mentre all'apice è ligulata; la ligula può terminare con alcuni denti; il colore è bianco, bianco con base gialla, giallo o raramente blu-violetto, rosato o rossastro;
  - fiori del disco: la forma è tubulare bruscamente divaricata in 5 lobi; i lobi, patenti o eretti, hanno una forma deltata o più o meno lanceolata; il colore può essere giallo o raramente biancastro o rossastro.

- Androceo: l'androceo è formato da 5 stami (alternati ai lobi della corolla) sorretti da filamenti generalmente liberi; gli stami sono connati e formano un manicotto circondante lo stilo. Le antere possono essere sia di tipo basifissa che medifissa (ossia attaccate al filamento per la base – nel primo caso; oppure in un punto intermedio – nel secondo caso).[10] Questa caratteristica ha valore tassonomico in quanto distingue i generi gli uni dagli altri. Il tessuto endoteciale (rivestimento interno dell'antera) è quasi sempre non polarizzato. Il polline è sferico con un diametro medio di circa 25 micron;  è tricolporato (con tre aperture sia di tipo a fessura che tipo isodiametrica o poro) ed è echinato (con punte sporgenti).

- Gineceo: l'ovario è infero uniloculare formato da 2 carpelli. Lo stilo (il recettore del polline) è profondamente bifido (con due stigmi divergenti) e con le linee stigmatiche marginali separate o contigue. I due bracci dello stilo hanno una forma troncata e possono essere papillosi o ricoperti da ciuffi di peli.

Frutti. I frutti sono degli acheni con pappo (a volte il pappo può mancare);
- achenio: la forma degli acheni è cilindrica o obovoide (a volte sono compressi) privi di coste o con diverse coste; nei solchi tra le coste sono presenti dei canali di resina e vari fasci vascolari; in alcuni generi il frutto è polimorfo oppure è presente un certo dimorfismo tra gli acheni dei fiori ligulati e quelli tubulosi;
- pappo: normalmente il pappo è composto da squame o setole; in altri casi si può avere un corto orlo di squame laciniate oppure è assente del tutto.

## Biologia
Impollinazione: l'impollinazione avviene tramite insetti (impollinazione entomogama tramite farfalle diurne e notturne).

Riproduzione: la fecondazione avviene fondamentalmente tramite l'impollinazione dei fiori (vedi sopra).

Dispersione: i semi (gli acheni) cadendo a terra sono successivamente dispersi soprattutto da insetti tipo formiche (disseminazione mirmecoria). In questo tipo di piante avviene anche un altro tipo di dispersione: zoocoria. Infatti gli uncini delle brattee dell'involucro (se presenti) si agganciano ai peli degli animali di passaggio disperdendo così anche su lunghe distanze i semi della pianta. Inoltre per merito del pappo (se presente) il vento può trasportare i semi anche a distanza di alcuni chilometri (disseminazione anemocora).

## Distribuzione e habitat
Le specie di questo gruppo sono distribuite in Asia centrale.

## Sistematica
La famiglia di appartenenza di questa voce (Asteraceae o Compositae, nomen conservandum) probabilmente originaria del Sud America, è la più numerosa del mondo vegetale, comprende oltre 23.000 specie distribuite su 1.535 generi, oppure 22.750 specie e 1.530 generi secondo altre fonti (una delle checklist più aggiornata elenca fino a 1.679 generi). La famiglia attualmente (2021) è divisa in 16 sottofamiglie; la sottofamiglia Asteroideae è una di queste e rappresenta l'evoluzione più recente di tutta la famiglia.

### Filogenesi
Il gruppo di questa voce è descritto nella tribù Anthemideae, una delle 21 tribù della sottofamiglia Asteroideae). Da un punto di vista filogenetico, la tribù Anthemideae fa parte del supergruppo (o sottofamiglia) "Asteroideae grade"; l'altro è il supergruppo "Non-Asteroideae" contenente il resto delle sottofamiglie delle Asteraceae. All'interno del supergruppo è vicina alle tribù Senecioneae, Calenduleae, Gnaphalieae e Astereae.
In base alle ultime ricerche nella tribù sono stati individuati (provvisoriamente) 4 principali lignaggi (o cladi): "Southern hemisphere grade", "Asian-southern African grade", "Eurasian grade" e "Mediterranean clade". Il clade "Asian-southern African grade" di questa voce comprende soprattutto specie presenti negli areali delle medie-alte latitudini dell'emisfero settentrionale.
Il cladogramma seguente, tratto dallo studio citato e semplificato, mostra una possibile configurazione filogenetica del clade (in base al tipo di DNA analizzato sono possibili altre strutture filogenetiche).
|  | Artemisiinae 1 |
|  |                |
|  | Handeliinae    |
|  |                |

|  | Artemisiinae 2 |
|  |                |
|  | Pentziinae     |
|  |                |

|  | Artemisiinae 1 |
|  |                |
|  | Handeliinae    |
|  |                |

|  | Artemisiinae 2 |
|  |                |
|  | Pentziinae     |
|  |                |

I caratteri distintivi delle specie di questo gruppo sono:
- l'indumento è fatto di peli medifissi e basifissi;
- i capolini sono soprattutto del tipo radiato o disciforme;
- il ricettacolo è privo di pagliette.
- il tessuto endoteciale (rivestimento interno dell'antera) è quasi sempre non polarizzato.

Il numero cromosomico di base delle specie di questo gruppo è x = 9 (sono presenti specie poliploidi).
Tempi di divergenza (milioni di anni - Ma) in base all'"orologio molecolare":
- la sottotribù Handeliinae ha iniziato a divergere circa 34 milioni di anni fa;
- la sottotribù Pentziinae ha iniziato a divergere 8 milioni di annifa con il genere Myxopappus;
- la sottotribù Artemisiinae ha incominciato a divergere circa 5 milioni di anni fa con i generi: Hippolytia , Nipponanthemum  e Artemisiella .

### Composizione del clade
Il lignaggio "Asian-southern African grade" comprende 3 sottotribù 44 generi e 760 specie.
| Sottotribù                                 | N. generi | N. specie | Distribuzione | Caratteri più significativi | Numeri cromosomici                                                                                           | Fiori |
| ------------------------------------------ | --------- | --------- | --- | --- | --- | ----- |
| Artemisiinae Less., 1830                   | 25        | 625       | Soprattutto nelle medie-alte latitudini dell'emisfero settentrionale                                                                | I ricettacoli sono privi di pagliette (con tendenza a pseudopagliette). - Il tessuto endoteciale non è polarizzato. - L'indumento è fatto di peli medifissi e stellati. - Il polline è debolmente echinato. | Numero cromosomico di base: x = 9. Varianti: 2n = 12, 14, 16, 18, 20, 22 e 34. Alcuni generi sono poliploidi |       |
| Handeliinae Bremer & Humphries, 1993       | 13        | 75        | Asia centrale | L'indumento è fatto di peli basifissi. - Il tessuto endoteciale (rivestimento interno dell'antera) è quasi sempre non polarizzato. - Il collare del filamento delle antere è largo/snello.                  | 2n =14 e 18                                                                                                  |       |
| Pentziinae Oberprieler & Himmelreich, 2007 | 6         | 60        | Soprattutto Africa (emisfero australe) con habitat da temperato a subtropicale. Ma anche in Marocco, Algeria, Chad, Somalia e Yemen | L'indumento è formato da peli basifissi (raramente mediafissi). - Il ricettacolo è privo di pagliette. - Il tessuto endoteciale delle antere non è polarizzato.                                             | 2n = 12, 14, 16 e 18                                                                                         |       |

### Generi della flora spontanea italiana
Nella flora spontanea italiana sono presenti i seguenti generi di questo gruppo:
Artemisiinae
- Chrysanthemum: una specie.
- Artemisia: 24 specie.